# Зграда у Ул. М. Тита 30 (Обреновићева 30) у Нишу
Зграда у Ул. М. Тита 30 (Обреновићева 30) је објекат који се налази у Нишу. Саграђена је крајем 19. и почетком 20. века и представља непокретно културно добро као споменик културе Србије.

## Опште информације
Зграда је саграђена у духу еклектицизма, крајем XIX и почетком XX века. Састоји се од приземља где су смештена два портала (између којих је главни улаз у објекат) и спрата са ритмички распоређеним дрвеним прозорским отворима и централно позиционираном терасом и оградом са флоралним елементима од кованог гвожђа. Прозорски отвори су декорисани имитацијама античких стубића док су ивице објекта наглашене масивним вертикалама састављеним од камених блокова ритмички повезаних са подеоним и кровним венцем самог објекта.
Уписана је у регистар Завода за заштиту споменика културе Ниш 1983. године.